# بمب انتحاری (فیلم)
بمب انتحاری (انگلیسی: Collar Bomb) فیلم اکشن هندی زبان، محصول سال ۲۰۲۱ هند است که کارگردانی این فیلم را دنیانش زوتینگ بر عهده داشته و یازیگر اصلی آن جیمی شرگیل است. نمایش این فیلم توسط دیزنی پلاس هات‌استار انجام گرفت.